# Hynerpeton
Hynerpeton (/haɪˈnɜrpətɒn/ lit. 'animal rastejante de Hyner [en]') é um gênero extinto de vertebrado primitivo de quatro membros que viveu nos rios e lagoas da Pensilvânia durante o período Devoniano Superior, cerca de 365 a 363 milhões de anos atrás. A única espécie conhecida de Hynerpeton é a H. bassetti, que recebeu esse nome em homenagem ao avô do descritor, o planejador urbano Edward Bassett [en]. O Hynerpeton é conhecido por ser o primeiro vertebrado de quatro membros do Devoniano descoberto nos Estados Unidos, além de ser possivelmente um dos primeiros a ter perdido brânquias internas (semelhantes às dos peixes).
Esse gênero é conhecido por alguns restos mortais descobertos no sítio fóssil de Red Hill, em Hyner, Pensilvânia. O fóssil mais notável é uma grande cintura escapular endocondral que consiste no cleitro, na escápula e no coracoide (mas não na interclavícula [en] e nas clavículas), todos conectados em um único osso do ombro. A superfície interna desse osso do ombro possui uma série de depressões que se acredita terem sido pontos de fixação para um conjunto único de músculos ao redor do tórax. Isso pode ter proporcionado ao Hynerpeton maior mobilidade e capacidade de suportar peso em comparação com outros vertebrados com membros do Devoniano, como o Ichthyostega e o Acanthostega. O cleitro (lâmina superior do ombro) é fundido ao escápulocoracoide [en] (placa inferior do ombro, na frente do encaixe do ombro), ao contrário da maioria dos tetrápodes. Por outro lado, a cintura escapular é independente do crânio, diferentemente da maioria dos peixes.
Os primeiros vertebrados com quatro membros são frequentemente chamados de tetrápodes, de acordo com uma definição do termo baseada em características, como comumente usado pela maioria dos paleontólogos. Animais devonianos como Hynerpeton, Ichthyostega e Acanthostega são excluídos do grupo coroa Tetrapoda, pois evoluíram antes do ancestral comum dos anfíbios modernos (Lissamphibia), répteis, mamíferos e aves. Para os especialistas que preferem uma definição neontológica de tetrápodes (ou seja, apenas no contexto da vida moderna), os termos alternativos para tetrápodes não-coroa incluem "Stegocephalia”.
O Hynerpeton é originário do sítio fóssil de Red Hill, que, durante o Devoniano Superior, era uma planície de inundação quente habitada por um ecossistema diversificado de peixes aquáticos e invertebrados terrestres. Hynerpeton foi um dos vários gêneros de vertebrados de quatro membros conhecidos no local, embora tenha sido o primeiro a ser descoberto. Alguns paleontólogos propuseram que animais como o Hynerpeton usavam seu estilo de vida anfíbio para encontrar poços rasos onde pudessem desovar, isolados dos peixes predadores que habitavam os rios mais profundos.

## História
Em 1993, os paleontólogos Ted Daeschler [en] e Neil Shubin encontraram o primeiro fóssil de Hynerpeton no sítio fóssil de Red Hill, próximo a Hyner, Pensilvânia, EUA. Eles estavam pesquisando as rochas devonianas da Pensilvânia em busca de evidências fósseis da origem dos vertebrados com membros. Essa descoberta inicial foi uma robusta cintura escapular endocondral esquerda, pertencente a um animal que tinha apêndices. Esse fóssil, designado ANSP 20053, é agora considerado o espécime holótipo do Hynerpeton, que Daeschler e seus colegas nomearam formalmente em um artigo publicado pela revista Science em 1994. Na época de sua descoberta, o Hynerpeton era o vertebrado de quatro membros mais antigo conhecido nos Estados Unidos, e sua presença em um ecossistema complexo como o preservado em Red Hill ajudou a responder a algumas das perguntas de Daeschler e Shubin sobre a origem e o estilo de vida dos vertebrados com membros. O nome genérico Hynerpeton é uma referência a Hyner e herpeton (“animal rastejante”), uma palavra grega que é comumente usada como sufixo para anfíbios antigos recém-nomeados. O nome específico, bassetti, foi dado em homenagem a Edward Bassett, um planejador urbano americano e avô de Daeschler.
O estrato geológico mais fossilífero do sítio de Red Hill, a “lente Hynerpeton”, recebeu o nome do gênero. Acredita-se que ele tenha sido depositado durante o estágio Fameniano Médio a Superior, cerca de 365 a 363 milhões de anos atrás. Desde 1993, mais restos de estegocefalianos foram encontrados na lente Hynerpeton (também conhecida como paleossolos Farwell). Esses restos incluem ossos do ombro, ossos da mandíbula, fragmentos de crânio, gastrália (escamas do ventre), um fêmur e um úmero grande e de formato incomum. Em 2000, um par de ossos da mandíbula foi atribuído a um segundo gênero, Densignathus [en], e outros estudos argumentaram que vários outros táxons não nomeados estavam presentes no local, incluindo possivelmente o mais antigo membro da família Whatcheeriidae [en] conhecido.
Parte desse material foi atribuído ao Hynerpeton, mas, em muitos casos, essas atribuições foram revertidas. Por exemplo, a paleontóloga Jenny Clack referiu-se a vários fósseis adicionais ao gênero em sua revisão de 1997 das trilhas devonianas. Esses fósseis, que não haviam sido registrados anteriormente na literatura científica, incluíam um osso jugal (osso da bochecha), escamas do ventre e uma porção da mandíbula (maxilar inferior). Em 2000, Daeschler descreveu a mandíbula (ANSP 20901) com mais profundidade, comparando-a e contrastando-a com os restos de Densignathus. Uma revisão mais abrangente dos fósseis de “tetrápodes” de Red Hill foi realizada por Daeschler, Clack e Shubin em 2009. Eles observaram que a maioria dos fósseis foi atribuída ao Hynerpeton com base em sua proximidade com o ponto em que a cintura escapular endocondral original foi descoberta. No entanto, eles argumentaram que, como havia outros animais exclusivos (ou seja, Densignathus, o proprietário do úmero incomum, e membros da família Whatcheeriidae) próximos a esse ponto, a proximidade não era motivo suficiente para considerar essas referências válidas. Portanto, eles não consideraram os restos descritos por Clack (1997) e Daeschler (2000) como exemplos garantidos de material de Hynerpeton. No entanto, eles mantiveram um cleitro esquerdo referido, ANSP 20054, dentro do gênero devido à sua estrutura ser praticamente idêntica à do holótipo.

## Descrição

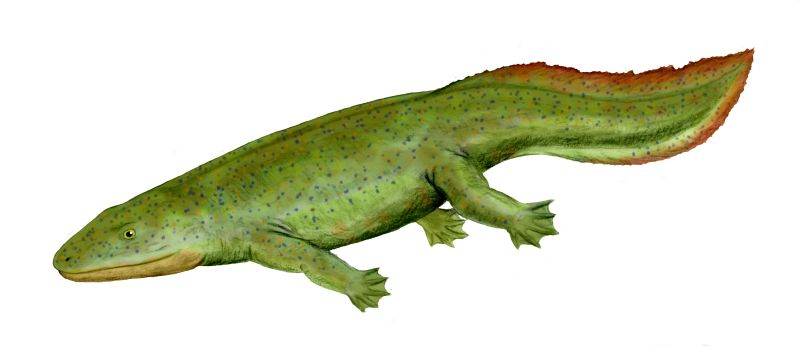
Restauração de vida altamente especulativa por en.

Presume-se que os indivíduos de Hynerpeton eram semelhantes a outros vertebrados com membros primitivos (“tetrápodes”), como Ichthyostega ou Acanthostega. Embora a falta de material fóssil suficiente torne imprudente chegar a conclusões específicas sobre a anatomia do Hynerpeton, a estrutura da cintura escapular endocondral preservada oferece algumas informações sobre sua classificação. A cintura escapular endocondral é a porção da cintura escapular que contém a escápula, o coracoide e o cleitro, mas não as clavículas e a interclavícula. Como um todo, a cintura escapular endocondral é maciça e tem o formato de um cutelo. A “haste” apontada para cima é formada pelo cleitro, um osso em forma de lâmina da cintura escapular perdido pela maioria dos amniotas. A “lâmina” apontada para trás é formada pelo escápulocoracoide, um osso semelhante a uma placa que também possui a fossa glenoide (cavidade glenoidal) ao longo de sua borda posterior e que, em tetrápodes posteriores, se separaria em escápula e coracoide. Em peixes com nadadeiras lobadas ancestrais dos tetrápodes, como o Eusthenopteron, a cintura escapular endocondral era presa ao crânio. Nos tetrápodes verdadeiros, a cintura escapular endocondral é dividida em dois ossos separados: o cleitro e o escápulocoracoide. O Hynerpeton é intermediário entre esses dois estados, pois a cintura escapular endocondral está separada do crânio, mas ainda não está dividida em dois ossos separados. Dessa forma, o Hynerpeton é comparável aos tetrápodes-tronco do Devoniano, em vez de tetrápodes verdadeiros, que não apareceram no registro fóssil até o Carbonífero. Com base no tamanho do osso, o indivíduo Hynerpeton ao qual pertencia tinha um comprimento estimado de 0,7 metros.

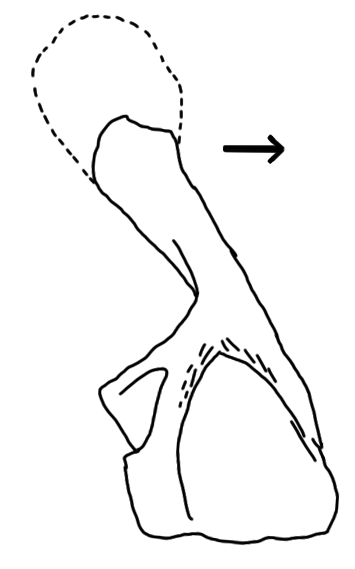
Desenho de linha da cintura escapular esquerda do holótipo em vista medial (interna).

A porção do cleitro é lisa, ao contrário do cleitro de textura áspera dos peixes tetrapodomorfos. Além disso, a porção superior do cleitro é expandida e ligeiramente inclinada para a frente, um caráter derivado semelhante ao de Tulerpeton [en] e dos tetrápodes verdadeiros. A região escápulocoracoide é grande quando vista de lado, mas muito fina quando vista de baixo. A fossa glenoide (cavidade glenoidal) está posicionada na borda posterolateral (externa e posterior) do escápulocoracoide, uma posição significativamente mais lateral do que a de outros tetrápodes devonianos (exceto Tulerpeton). Acima da fossa glenoidal há uma área elevada conhecida como contraforte supraglenoidal.
O Hynerpeton também tem várias autapomorfias, características exclusivas que nenhum outro tetrápode-tronco conhecido possui. A face interna do escápulocoracóide tem uma depressão grande e profunda conhecida como fossa subescapular. A borda superior dessa depressão tem uma textura muito áspera por estar coberta de cicatrizes musculares. A borda posterior da fossa subescapular, por outro lado, é formada por uma grande área elevada, conhecida como contraforte infraglenoidal. Uma segunda depressão, conhecida como fossa infraglenoide, que é contínua com a fossa glenoide, envolve a parte posterior do osso para dividir o contraforte infraglenoide.
Essas características combinadas parecem apoiar a ideia de que o Hynerpeton tinha músculos muito poderosos ligados à porção escápulocoracoide da cintura escapular endocondral. A fossa infraglenoidal é particularmente bem desenvolvida nesse gênero e pode ter sido um ponto de origem para os músculos retratores. Um sulco semelhante na borda frontal do osso pode ter ajudado a elevar ou protrair o membro. A borda da fossa subescapular também forneceu evidentemente um local para a fixação do músculo. Como essas características são desconhecidas em outros tetrápodes-tronco e coronários, é provável que a musculatura do Hynerpeton tenha sido usada para alguma forma única e experimental de movimento que não sobreviveu ao Devoniano. Os descritores originais sugeriram que músculos fortes poderiam ter sido igualmente viáveis para caminhar ou nadar.
Ao contrário da maioria de seus contemporâneos, o Hynerpeton parece não ter uma lâmina pós-branquial. Essa lâmina de osso, preservada em muitos peixes e em alguns tetrápodes-tronco (Acanthostega, por exemplo), estende-se longitudinalmente ao longo da borda interna do cleitro. Normalmente, ela forma a parede posterior da câmara branquial (cavidade branquial) e pode ter ajudado a garantir que a água fluísse em uma única direção através das brânquias. Sua ausência no Hynerpeton pode indicar que ele não tinha brânquias e que a linhagem do Hynerpeton pode ter sido um dos primeiros vertebrados a desenvolver essa adaptação. Entretanto, essa interpretação não é isenta de controvérsias. Janis e Farmer observaram que as lâminas pós-branquiais estavam ausentes em alguns peixes da família Tristichopteridae [en] (que mantiveram os ossos das brânquias) e presentes em Whatcheeria (que não tinha evidências de brânquias, apesar de restos bem preservados). Shoch e Witzmann observam que nem sempre é claro quando ou como as lâminas pós-branquiais são preservadas devido à morfologia divergente de muitos cleitros estegocefálicos. Além disso, eles destacam que as salamandras aquáticas, que respiram com brânquias externas, não precisam nem possuem lâminas pós-branquiais. Daeschler e outros estudiosos consideraram a perda da lâmina pós-branquial como uma característica derivada, indicando que Hynerpeton era mais “avançado” que Acanthostega. Pelo contrário, Schoch e Witzmann encontraram evidências de uma lâmina pós-branquial em tetrápodes-coroa, como os membros da ordem Temnospondyli, Trematolestes [en] e Plagiosuchus [en]. Assim, a perda de uma lâmina pós-branquial por Hynerpeton (e possivelmente brânquias internas) provavelmente evoluiu independentemente dos tetrápodes-coroa.

## Classificação
A descrição original de 1994 do Hynerpeton o colocou provisoriamente na ordem Ichthyostegalia [en] da superclasse Tetrapoda. Na época, “Tetrapoda” se referia a qualquer vertebrado com quatro membros e “Ichthyostegalia” se referia aos membros “primitivos” da categoria, semelhantes aos Ichthyostega do Devoniano. Entretanto, a chegada e a popularidade da cladística alteraram esses dois termos. Muitos paleontólogos continuam a usar a definição tradicional de “tetrápode”; alguns, em vez disso, optam por uma definição cladística que restringe o termo ao grupo coroa, um clado (agrupamento baseado em relações) contendo apenas descendentes do ancestral comum mais recente dos tetrápodes vivos. Embora o Hynerpeton seja um tetrápode, no sentido de que é um vertebrado com quatro membros, ele não é um membro do grupo coroa dos tetrápodes, pois sua linhagem foi extinta muito antes da evolução das linhagens dos tetrápodes modernos. Da mesma forma, a “Ichthyostegalia” foi abandonada na era da cladística por ser um grado evolutivo que leva aos tetrápodes verdadeiros, em vez de um clado baseado em relações. A definição tradicional e não cladística de Tetrapoda, que começa com os primeiros vertebrados com membros, é aproximadamente equivalente a um clado chamado Stegocephalia, que é definido como todos os animais mais intimamente relacionados aos membros da ordem Temnospondyli do que ao Panderichthys.
|  | Elginerpeton         |
|  |                      |
|  | Obruchevichthys [en] |
|  |                      |

|  | Crassigyrinus [en]              |
|  |                                 |
|  | \| \| (Táxon coroa) \| \| \| \| |
|  |                                 |
|  | (Táxon coroa)                   |
|  |                                 |

|  | (Táxon coroa) |
|  |               |

|  | Crassigyrinus [en]              |
|  |                                 |
|  | \| \| (Táxon coroa) \| \| \| \| |
|  |                                 |
|  | (Táxon coroa)                   |
|  |                                 |

|  | (Táxon coroa) |
|  |               |

|  | Crassigyrinus [en]              |
|  |                                 |
|  | \| \| (Táxon coroa) \| \| \| \| |
|  |                                 |
|  | (Táxon coroa)                   |
|  |                                 |

|  | (Táxon coroa) |
|  |               |

|  | Crassigyrinus [en]              |
|  |                                 |
|  | \| \| (Táxon coroa) \| \| \| \| |
|  |                                 |
|  | (Táxon coroa)                   |
|  |                                 |

|  | (Táxon coroa) |
|  |               |

|  | Crassigyrinus [en]              |
|  |                                 |
|  | \| \| (Táxon coroa) \| \| \| \| |
|  |                                 |
|  | (Táxon coroa)                   |
|  |                                 |

|  | (Táxon coroa) |
|  |               |

|  | Crassigyrinus [en]              |
|  |                                 |
|  | \| \| (Táxon coroa) \| \| \| \| |
|  |                                 |
|  | (Táxon coroa)                   |
|  |                                 |

|  | (Táxon coroa) |
|  |               |

|  | Crassigyrinus [en]              |
|  |                                 |
|  | \| \| (Táxon coroa) \| \| \| \| |
|  |                                 |
|  | (Táxon coroa)                   |
|  |                                 |

|  | (Táxon coroa) |
|  |               |

|  | Crassigyrinus [en]              |
|  |                                 |
|  | \| \| (Táxon coroa) \| \| \| \| |
|  |                                 |
|  | (Táxon coroa)                   |
|  |                                 |

|  | (Táxon coroa) |
|  |               |

|  | Crassigyrinus [en]              |
|  |                                 |
|  | \| \| (Táxon coroa) \| \| \| \| |
|  |                                 |
|  | (Táxon coroa)                   |
|  |                                 |

|  | (Táxon coroa) |
|  |               |

|  | Crassigyrinus [en]              |
|  |                                 |
|  | \| \| (Táxon coroa) \| \| \| \| |
|  |                                 |
|  | (Táxon coroa)                   |
|  |                                 |

|  | (Táxon coroa) |
|  |               |

|  | Crassigyrinus [en]              |
|  |                                 |
|  | \| \| (Táxon coroa) \| \| \| \| |
|  |                                 |
|  | (Táxon coroa)                   |
|  |                                 |

|  | (Táxon coroa) |
|  |               |

|  | Crassigyrinus [en]              |
|  |                                 |
|  | \| \| (Táxon coroa) \| \| \| \| |
|  |                                 |
|  | (Táxon coroa)                   |
|  |                                 |

|  | (Táxon coroa) |
|  |               |

|  | Crassigyrinus [en]              |
|  |                                 |
|  | \| \| (Táxon coroa) \| \| \| \| |
|  |                                 |
|  | (Táxon coroa)                   |
|  |                                 |

|  | (Táxon coroa) |
|  |               |

|  | Crassigyrinus [en]              |
|  |                                 |
|  | \| \| (Táxon coroa) \| \| \| \| |
|  |                                 |
|  | (Táxon coroa)                   |
|  |                                 |

|  | (Táxon coroa) |
|  |               |

|  | Crassigyrinus [en]              |
|  |                                 |
|  | \| \| (Táxon coroa) \| \| \| \| |
|  |                                 |
|  | (Táxon coroa)                   |
|  |                                 |

|  | (Táxon coroa) |
|  |               |

|  | Crassigyrinus [en]              |
|  |                                 |
|  | \| \| (Táxon coroa) \| \| \| \| |
|  |                                 |
|  | (Táxon coroa)                   |
|  |                                 |

|  | (Táxon coroa) |
|  |               |

|  | Crassigyrinus [en]              |
|  |                                 |
|  | \| \| (Táxon coroa) \| \| \| \| |
|  |                                 |
|  | (Táxon coroa)                   |
|  |                                 |

|  | (Táxon coroa) |
|  |               |

|  | Crassigyrinus [en]              |
|  |                                 |
|  | \| \| (Táxon coroa) \| \| \| \| |
|  |                                 |
|  | (Táxon coroa)                   |
|  |                                 |

|  | (Táxon coroa) |
|  |               |

|  | Crassigyrinus [en]              |
|  |                                 |
|  | \| \| (Táxon coroa) \| \| \| \| |
|  |                                 |
|  | (Táxon coroa)                   |
|  |                                 |

|  | (Táxon coroa) |
|  |               |

|  | Crassigyrinus [en]              |
|  |                                 |
|  | \| \| (Táxon coroa) \| \| \| \| |
|  |                                 |
|  | (Táxon coroa)                   |
|  |                                 |

|  | (Táxon coroa) |
|  |               |

|  | Crassigyrinus [en]              |
|  |                                 |
|  | \| \| (Táxon coroa) \| \| \| \| |
|  |                                 |
|  | (Táxon coroa)                   |
|  |                                 |

|  | (Táxon coroa) |
|  |               |

|  | Crassigyrinus [en]              |
|  |                                 |
|  | \| \| (Táxon coroa) \| \| \| \| |
|  |                                 |
|  | (Táxon coroa)                   |
|  |                                 |

|  | (Táxon coroa) |
|  |               |

|  | Crassigyrinus [en]              |
|  |                                 |
|  | \| \| (Táxon coroa) \| \| \| \| |
|  |                                 |
|  | (Táxon coroa)                   |
|  |                                 |

|  | (Táxon coroa) |
|  |               |

|  | Crassigyrinus [en]              |
|  |                                 |
|  | \| \| (Táxon coroa) \| \| \| \| |
|  |                                 |
|  | (Táxon coroa)                   |
|  |                                 |

|  | (Táxon coroa) |
|  |               |

|  | Crassigyrinus [en]              |
|  |                                 |
|  | \| \| (Táxon coroa) \| \| \| \| |
|  |                                 |
|  | (Táxon coroa)                   |
|  |                                 |

|  | (Táxon coroa) |
|  |               |

|  | Crassigyrinus [en]              |
|  |                                 |
|  | \| \| (Táxon coroa) \| \| \| \| |
|  |                                 |
|  | (Táxon coroa)                   |
|  |                                 |

|  | (Táxon coroa) |
|  |               |

|  | Crassigyrinus [en]              |
|  |                                 |
|  | \| \| (Táxon coroa) \| \| \| \| |
|  |                                 |
|  | (Táxon coroa)                   |
|  |                                 |

|  | (Táxon coroa) |
|  |               |

|  | Crassigyrinus [en]              |
|  |                                 |
|  | \| \| (Táxon coroa) \| \| \| \| |
|  |                                 |
|  | (Táxon coroa)                   |
|  |                                 |

|  | (Táxon coroa) |
|  |               |

|  | Crassigyrinus [en]              |
|  |                                 |
|  | \| \| (Táxon coroa) \| \| \| \| |
|  |                                 |
|  | (Táxon coroa)                   |
|  |                                 |

|  | (Táxon coroa) |
|  |               |

|  | Crassigyrinus [en]              |
|  |                                 |
|  | \| \| (Táxon coroa) \| \| \| \| |
|  |                                 |
|  | (Táxon coroa)                   |
|  |                                 |

|  | (Táxon coroa) |
|  |               |

|  | Crassigyrinus [en]              |
|  |                                 |
|  | \| \| (Táxon coroa) \| \| \| \| |
|  |                                 |
|  | (Táxon coroa)                   |
|  |                                 |

|  | (Táxon coroa) |
|  |               |

|  | Crassigyrinus [en]              |
|  |                                 |
|  | \| \| (Táxon coroa) \| \| \| \| |
|  |                                 |
|  | (Táxon coroa)                   |
|  |                                 |

|  | (Táxon coroa) |
|  |               |

|  | Crassigyrinus [en]              |
|  |                                 |
|  | \| \| (Táxon coroa) \| \| \| \| |
|  |                                 |
|  | (Táxon coroa)                   |
|  |                                 |

|  | (Táxon coroa) |
|  |               |

|  | Crassigyrinus [en]              |
|  |                                 |
|  | \| \| (Táxon coroa) \| \| \| \| |
|  |                                 |
|  | (Táxon coroa)                   |
|  |                                 |

|  | (Táxon coroa) |
|  |               |

|  | Crassigyrinus [en]              |
|  |                                 |
|  | \| \| (Táxon coroa) \| \| \| \| |
|  |                                 |
|  | (Táxon coroa)                   |
|  |                                 |

|  | (Táxon coroa) |
|  |               |

|  | Crassigyrinus [en]              |
|  |                                 |
|  | \| \| (Táxon coroa) \| \| \| \| |
|  |                                 |
|  | (Táxon coroa)                   |
|  |                                 |

|  | (Táxon coroa) |
|  |               |

|  | Crassigyrinus [en]              |
|  |                                 |
|  | \| \| (Táxon coroa) \| \| \| \| |
|  |                                 |
|  | (Táxon coroa)                   |
|  |                                 |

|  | (Táxon coroa) |
|  |               |

|  | Crassigyrinus [en]              |
|  |                                 |
|  | \| \| (Táxon coroa) \| \| \| \| |
|  |                                 |
|  | (Táxon coroa)                   |
|  |                                 |

|  | (Táxon coroa) |
|  |               |

|  | Crassigyrinus [en]              |
|  |                                 |
|  | \| \| (Táxon coroa) \| \| \| \| |
|  |                                 |
|  | (Táxon coroa)                   |
|  |                                 |

|  | (Táxon coroa) |
|  |               |

|  | Crassigyrinus [en]              |
|  |                                 |
|  | \| \| (Táxon coroa) \| \| \| \| |
|  |                                 |
|  | (Táxon coroa)                   |
|  |                                 |

|  | (Táxon coroa) |
|  |               |

|  | Crassigyrinus [en]              |
|  |                                 |
|  | \| \| (Táxon coroa) \| \| \| \| |
|  |                                 |
|  | (Táxon coroa)                   |
|  |                                 |

|  | (Táxon coroa) |
|  |               |

|  | Crassigyrinus [en]              |
|  |                                 |
|  | \| \| (Táxon coroa) \| \| \| \| |
|  |                                 |
|  | (Táxon coroa)                   |
|  |                                 |

|  | (Táxon coroa) |
|  |               |

|  | Crassigyrinus [en]              |
|  |                                 |
|  | \| \| (Táxon coroa) \| \| \| \| |
|  |                                 |
|  | (Táxon coroa)                   |
|  |                                 |

|  | (Táxon coroa) |
|  |               |

|  | Crassigyrinus [en]              |
|  |                                 |
|  | \| \| (Táxon coroa) \| \| \| \| |
|  |                                 |
|  | (Táxon coroa)                   |
|  |                                 |

|  | (Táxon coroa) |
|  |               |

|  | Crassigyrinus [en]              |
|  |                                 |
|  | \| \| (Táxon coroa) \| \| \| \| |
|  |                                 |
|  | (Táxon coroa)                   |
|  |                                 |

|  | (Táxon coroa) |
|  |               |

|  | Crassigyrinus [en]              |
|  |                                 |
|  | \| \| (Táxon coroa) \| \| \| \| |
|  |                                 |
|  | (Táxon coroa)                   |
|  |                                 |

|  | (Táxon coroa) |
|  |               |

|  | Crassigyrinus [en]              |
|  |                                 |
|  | \| \| (Táxon coroa) \| \| \| \| |
|  |                                 |
|  | (Táxon coroa)                   |
|  |                                 |

|  | (Táxon coroa) |
|  |               |

|  | Crassigyrinus [en]              |
|  |                                 |
|  | \| \| (Táxon coroa) \| \| \| \| |
|  |                                 |
|  | (Táxon coroa)                   |
|  |                                 |

|  | (Táxon coroa) |
|  |               |

|  | Crassigyrinus [en]              |
|  |                                 |
|  | \| \| (Táxon coroa) \| \| \| \| |
|  |                                 |
|  | (Táxon coroa)                   |
|  |                                 |

|  | (Táxon coroa) |
|  |               |

|  | Crassigyrinus [en]              |
|  |                                 |
|  | \| \| (Táxon coroa) \| \| \| \| |
|  |                                 |
|  | (Táxon coroa)                   |
|  |                                 |

|  | (Táxon coroa) |
|  |               |

|  | Crassigyrinus [en]              |
|  |                                 |
|  | \| \| (Táxon coroa) \| \| \| \| |
|  |                                 |
|  | (Táxon coroa)                   |
|  |                                 |

|  | (Táxon coroa) |
|  |               |

|  | Crassigyrinus [en]              |
|  |                                 |
|  | \| \| (Táxon coroa) \| \| \| \| |
|  |                                 |
|  | (Táxon coroa)                   |
|  |                                 |

|  | (Táxon coroa) |
|  |               |

|  | Crassigyrinus [en]              |
|  |                                 |
|  | \| \| (Táxon coroa) \| \| \| \| |
|  |                                 |
|  | (Táxon coroa)                   |
|  |                                 |

|  | (Táxon coroa) |
|  |               |

|  | Crassigyrinus [en]              |
|  |                                 |
|  | \| \| (Táxon coroa) \| \| \| \| |
|  |                                 |
|  | (Táxon coroa)                   |
|  |                                 |

|  | (Táxon coroa) |
|  |               |

|  | Crassigyrinus [en]              |
|  |                                 |
|  | \| \| (Táxon coroa) \| \| \| \| |
|  |                                 |
|  | (Táxon coroa)                   |
|  |                                 |

|  | (Táxon coroa) |
|  |               |

|  | Crassigyrinus [en]              |
|  |                                 |
|  | \| \| (Táxon coroa) \| \| \| \| |
|  |                                 |
|  | (Táxon coroa)                   |
|  |                                 |

|  | (Táxon coroa) |
|  |               |

|  | Crassigyrinus [en]              |
|  |                                 |
|  | \| \| (Táxon coroa) \| \| \| \| |
|  |                                 |
|  | (Táxon coroa)                   |
|  |                                 |

|  | (Táxon coroa) |
|  |               |

|  | Crassigyrinus [en]              |
|  |                                 |
|  | \| \| (Táxon coroa) \| \| \| \| |
|  |                                 |
|  | (Táxon coroa)                   |
|  |                                 |

|  | (Táxon coroa) |
|  |               |

|  | Crassigyrinus [en]              |
|  |                                 |
|  | \| \| (Táxon coroa) \| \| \| \| |
|  |                                 |
|  | (Táxon coroa)                   |
|  |                                 |

|  | (Táxon coroa) |
|  |               |

|  | Crassigyrinus [en]              |
|  |                                 |
|  | \| \| (Táxon coroa) \| \| \| \| |
|  |                                 |
|  | (Táxon coroa)                   |
|  |                                 |

|  | (Táxon coroa) |
|  |               |

|  | Crassigyrinus [en]              |
|  |                                 |
|  | \| \| (Táxon coroa) \| \| \| \| |
|  |                                 |
|  | (Táxon coroa)                   |
|  |                                 |

|  | (Táxon coroa) |
|  |               |

|  | Crassigyrinus [en]              |
|  |                                 |
|  | \| \| (Táxon coroa) \| \| \| \| |
|  |                                 |
|  | (Táxon coroa)                   |
|  |                                 |

|  | (Táxon coroa) |
|  |               |

|  | Crassigyrinus [en]              |
|  |                                 |
|  | \| \| (Táxon coroa) \| \| \| \| |
|  |                                 |
|  | (Táxon coroa)                   |
|  |                                 |

|  | (Táxon coroa) |
|  |               |

|  | Crassigyrinus [en]              |
|  |                                 |
|  | \| \| (Táxon coroa) \| \| \| \| |
|  |                                 |
|  | (Táxon coroa)                   |
|  |                                 |

|  | (Táxon coroa) |
|  |               |

|  | Elginerpeton         |
|  |                      |
|  | Obruchevichthys [en] |
|  |                      |

|  | Crassigyrinus [en]              |
|  |                                 |
|  | \| \| (Táxon coroa) \| \| \| \| |
|  |                                 |
|  | (Táxon coroa)                   |
|  |                                 |

|  | (Táxon coroa) |
|  |               |

|  | Crassigyrinus [en]              |
|  |                                 |
|  | \| \| (Táxon coroa) \| \| \| \| |
|  |                                 |
|  | (Táxon coroa)                   |
|  |                                 |

|  | (Táxon coroa) |
|  |               |

|  | Crassigyrinus [en]              |
|  |                                 |
|  | \| \| (Táxon coroa) \| \| \| \| |
|  |                                 |
|  | (Táxon coroa)                   |
|  |                                 |

|  | (Táxon coroa) |
|  |               |

|  | Crassigyrinus [en]              |
|  |                                 |
|  | \| \| (Táxon coroa) \| \| \| \| |
|  |                                 |
|  | (Táxon coroa)                   |
|  |                                 |

|  | (Táxon coroa) |
|  |               |

|  | Crassigyrinus [en]              |
|  |                                 |
|  | \| \| (Táxon coroa) \| \| \| \| |
|  |                                 |
|  | (Táxon coroa)                   |
|  |                                 |

|  | (Táxon coroa) |
|  |               |

|  | Crassigyrinus [en]              |
|  |                                 |
|  | \| \| (Táxon coroa) \| \| \| \| |
|  |                                 |
|  | (Táxon coroa)                   |
|  |                                 |

|  | (Táxon coroa) |
|  |               |

|  | Crassigyrinus [en]              |
|  |                                 |
|  | \| \| (Táxon coroa) \| \| \| \| |
|  |                                 |
|  | (Táxon coroa)                   |
|  |                                 |

|  | (Táxon coroa) |
|  |               |

|  | Crassigyrinus [en]              |
|  |                                 |
|  | \| \| (Táxon coroa) \| \| \| \| |
|  |                                 |
|  | (Táxon coroa)                   |
|  |                                 |

|  | (Táxon coroa) |
|  |               |

|  | Crassigyrinus [en]              |
|  |                                 |
|  | \| \| (Táxon coroa) \| \| \| \| |
|  |                                 |
|  | (Táxon coroa)                   |
|  |                                 |

|  | (Táxon coroa) |
|  |               |

|  | Crassigyrinus [en]              |
|  |                                 |
|  | \| \| (Táxon coroa) \| \| \| \| |
|  |                                 |
|  | (Táxon coroa)                   |
|  |                                 |

|  | (Táxon coroa) |
|  |               |

|  | Crassigyrinus [en]              |
|  |                                 |
|  | \| \| (Táxon coroa) \| \| \| \| |
|  |                                 |
|  | (Táxon coroa)                   |
|  |                                 |

|  | (Táxon coroa) |
|  |               |

|  | Crassigyrinus [en]              |
|  |                                 |
|  | \| \| (Táxon coroa) \| \| \| \| |
|  |                                 |
|  | (Táxon coroa)                   |
|  |                                 |

|  | (Táxon coroa) |
|  |               |

|  | Crassigyrinus [en]              |
|  |                                 |
|  | \| \| (Táxon coroa) \| \| \| \| |
|  |                                 |
|  | (Táxon coroa)                   |
|  |                                 |

|  | (Táxon coroa) |
|  |               |

|  | Crassigyrinus [en]              |
|  |                                 |
|  | \| \| (Táxon coroa) \| \| \| \| |
|  |                                 |
|  | (Táxon coroa)                   |
|  |                                 |

|  | (Táxon coroa) |
|  |               |

|  | Crassigyrinus [en]              |
|  |                                 |
|  | \| \| (Táxon coroa) \| \| \| \| |
|  |                                 |
|  | (Táxon coroa)                   |
|  |                                 |

|  | (Táxon coroa) |
|  |               |

|  | Crassigyrinus [en]              |
|  |                                 |
|  | \| \| (Táxon coroa) \| \| \| \| |
|  |                                 |
|  | (Táxon coroa)                   |
|  |                                 |

|  | (Táxon coroa) |
|  |               |

|  | Crassigyrinus [en]              |
|  |                                 |
|  | \| \| (Táxon coroa) \| \| \| \| |
|  |                                 |
|  | (Táxon coroa)                   |
|  |                                 |

|  | (Táxon coroa) |
|  |               |

|  | Crassigyrinus [en]              |
|  |                                 |
|  | \| \| (Táxon coroa) \| \| \| \| |
|  |                                 |
|  | (Táxon coroa)                   |
|  |                                 |

|  | (Táxon coroa) |
|  |               |

|  | Crassigyrinus [en]              |
|  |                                 |
|  | \| \| (Táxon coroa) \| \| \| \| |
|  |                                 |
|  | (Táxon coroa)                   |
|  |                                 |

|  | (Táxon coroa) |
|  |               |

|  | Crassigyrinus [en]              |
|  |                                 |
|  | \| \| (Táxon coroa) \| \| \| \| |
|  |                                 |
|  | (Táxon coroa)                   |
|  |                                 |

|  | (Táxon coroa) |
|  |               |

|  | Crassigyrinus [en]              |
|  |                                 |
|  | \| \| (Táxon coroa) \| \| \| \| |
|  |                                 |
|  | (Táxon coroa)                   |
|  |                                 |

|  | (Táxon coroa) |
|  |               |

|  | Crassigyrinus [en]              |
|  |                                 |
|  | \| \| (Táxon coroa) \| \| \| \| |
|  |                                 |
|  | (Táxon coroa)                   |
|  |                                 |

|  | (Táxon coroa) |
|  |               |

|  | Crassigyrinus [en]              |
|  |                                 |
|  | \| \| (Táxon coroa) \| \| \| \| |
|  |                                 |
|  | (Táxon coroa)                   |
|  |                                 |

|  | (Táxon coroa) |
|  |               |

|  | Crassigyrinus [en]              |
|  |                                 |
|  | \| \| (Táxon coroa) \| \| \| \| |
|  |                                 |
|  | (Táxon coroa)                   |
|  |                                 |

|  | (Táxon coroa) |
|  |               |

|  | Crassigyrinus [en]              |
|  |                                 |
|  | \| \| (Táxon coroa) \| \| \| \| |
|  |                                 |
|  | (Táxon coroa)                   |
|  |                                 |

|  | (Táxon coroa) |
|  |               |

|  | Crassigyrinus [en]              |
|  |                                 |
|  | \| \| (Táxon coroa) \| \| \| \| |
|  |                                 |
|  | (Táxon coroa)                   |
|  |                                 |

|  | (Táxon coroa) |
|  |               |

|  | Crassigyrinus [en]              |
|  |                                 |
|  | \| \| (Táxon coroa) \| \| \| \| |
|  |                                 |
|  | (Táxon coroa)                   |
|  |                                 |

|  | (Táxon coroa) |
|  |               |

|  | Crassigyrinus [en]              |
|  |                                 |
|  | \| \| (Táxon coroa) \| \| \| \| |
|  |                                 |
|  | (Táxon coroa)                   |
|  |                                 |

|  | (Táxon coroa) |
|  |               |

|  | Crassigyrinus [en]              |
|  |                                 |
|  | \| \| (Táxon coroa) \| \| \| \| |
|  |                                 |
|  | (Táxon coroa)                   |
|  |                                 |

|  | (Táxon coroa) |
|  |               |

|  | Crassigyrinus [en]              |
|  |                                 |
|  | \| \| (Táxon coroa) \| \| \| \| |
|  |                                 |
|  | (Táxon coroa)                   |
|  |                                 |

|  | (Táxon coroa) |
|  |               |

|  | Crassigyrinus [en]              |
|  |                                 |
|  | \| \| (Táxon coroa) \| \| \| \| |
|  |                                 |
|  | (Táxon coroa)                   |
|  |                                 |

|  | (Táxon coroa) |
|  |               |

|  | Crassigyrinus [en]              |
|  |                                 |
|  | \| \| (Táxon coroa) \| \| \| \| |
|  |                                 |
|  | (Táxon coroa)                   |
|  |                                 |

|  | (Táxon coroa) |
|  |               |

|  | Crassigyrinus [en]              |
|  |                                 |
|  | \| \| (Táxon coroa) \| \| \| \| |
|  |                                 |
|  | (Táxon coroa)                   |
|  |                                 |

|  | (Táxon coroa) |
|  |               |

|  | Crassigyrinus [en]              |
|  |                                 |
|  | \| \| (Táxon coroa) \| \| \| \| |
|  |                                 |
|  | (Táxon coroa)                   |
|  |                                 |

|  | (Táxon coroa) |
|  |               |

|  | Crassigyrinus [en]              |
|  |                                 |
|  | \| \| (Táxon coroa) \| \| \| \| |
|  |                                 |
|  | (Táxon coroa)                   |
|  |                                 |

|  | (Táxon coroa) |
|  |               |

|  | Crassigyrinus [en]              |
|  |                                 |
|  | \| \| (Táxon coroa) \| \| \| \| |
|  |                                 |
|  | (Táxon coroa)                   |
|  |                                 |

|  | (Táxon coroa) |
|  |               |

|  | Crassigyrinus [en]              |
|  |                                 |
|  | \| \| (Táxon coroa) \| \| \| \| |
|  |                                 |
|  | (Táxon coroa)                   |
|  |                                 |

|  | (Táxon coroa) |
|  |               |

|  | Crassigyrinus [en]              |
|  |                                 |
|  | \| \| (Táxon coroa) \| \| \| \| |
|  |                                 |
|  | (Táxon coroa)                   |
|  |                                 |

|  | (Táxon coroa) |
|  |               |

|  | Crassigyrinus [en]              |
|  |                                 |
|  | \| \| (Táxon coroa) \| \| \| \| |
|  |                                 |
|  | (Táxon coroa)                   |
|  |                                 |

|  | (Táxon coroa) |
|  |               |

|  | Crassigyrinus [en]              |
|  |                                 |
|  | \| \| (Táxon coroa) \| \| \| \| |
|  |                                 |
|  | (Táxon coroa)                   |
|  |                                 |

|  | (Táxon coroa) |
|  |               |

|  | Crassigyrinus [en]              |
|  |                                 |
|  | \| \| (Táxon coroa) \| \| \| \| |
|  |                                 |
|  | (Táxon coroa)                   |
|  |                                 |

|  | (Táxon coroa) |
|  |               |

|  | Crassigyrinus [en]              |
|  |                                 |
|  | \| \| (Táxon coroa) \| \| \| \| |
|  |                                 |
|  | (Táxon coroa)                   |
|  |                                 |

|  | (Táxon coroa) |
|  |               |

|  | Crassigyrinus [en]              |
|  |                                 |
|  | \| \| (Táxon coroa) \| \| \| \| |
|  |                                 |
|  | (Táxon coroa)                   |
|  |                                 |

|  | (Táxon coroa) |
|  |               |

|  | Crassigyrinus [en]              |
|  |                                 |
|  | \| \| (Táxon coroa) \| \| \| \| |
|  |                                 |
|  | (Táxon coroa)                   |
|  |                                 |

|  | (Táxon coroa) |
|  |               |

|  | Crassigyrinus [en]              |
|  |                                 |
|  | \| \| (Táxon coroa) \| \| \| \| |
|  |                                 |
|  | (Táxon coroa)                   |
|  |                                 |

|  | (Táxon coroa) |
|  |               |

|  | Crassigyrinus [en]              |
|  |                                 |
|  | \| \| (Táxon coroa) \| \| \| \| |
|  |                                 |
|  | (Táxon coroa)                   |
|  |                                 |

|  | (Táxon coroa) |
|  |               |

|  | Crassigyrinus [en]              |
|  |                                 |
|  | \| \| (Táxon coroa) \| \| \| \| |
|  |                                 |
|  | (Táxon coroa)                   |
|  |                                 |

|  | (Táxon coroa) |
|  |               |

|  | Crassigyrinus [en]              |
|  |                                 |
|  | \| \| (Táxon coroa) \| \| \| \| |
|  |                                 |
|  | (Táxon coroa)                   |
|  |                                 |

|  | (Táxon coroa) |
|  |               |

|  | Crassigyrinus [en]              |
|  |                                 |
|  | \| \| (Táxon coroa) \| \| \| \| |
|  |                                 |
|  | (Táxon coroa)                   |
|  |                                 |

|  | (Táxon coroa) |
|  |               |

|  | Crassigyrinus [en]              |
|  |                                 |
|  | \| \| (Táxon coroa) \| \| \| \| |
|  |                                 |
|  | (Táxon coroa)                   |
|  |                                 |

|  | (Táxon coroa) |
|  |               |

|  | Crassigyrinus [en]              |
|  |                                 |
|  | \| \| (Táxon coroa) \| \| \| \| |
|  |                                 |
|  | (Táxon coroa)                   |
|  |                                 |

|  | (Táxon coroa) |
|  |               |

|  | Crassigyrinus [en]              |
|  |                                 |
|  | \| \| (Táxon coroa) \| \| \| \| |
|  |                                 |
|  | (Táxon coroa)                   |
|  |                                 |

|  | (Táxon coroa) |
|  |               |

|  | Crassigyrinus [en]              |
|  |                                 |
|  | \| \| (Táxon coroa) \| \| \| \| |
|  |                                 |
|  | (Táxon coroa)                   |
|  |                                 |

|  | (Táxon coroa) |
|  |               |

|  | Crassigyrinus [en]              |
|  |                                 |
|  | \| \| (Táxon coroa) \| \| \| \| |
|  |                                 |
|  | (Táxon coroa)                   |
|  |                                 |

|  | (Táxon coroa) |
|  |               |

|  | Crassigyrinus [en]              |
|  |                                 |
|  | \| \| (Táxon coroa) \| \| \| \| |
|  |                                 |
|  | (Táxon coroa)                   |
|  |                                 |

|  | (Táxon coroa) |
|  |               |

|  | Crassigyrinus [en]              |
|  |                                 |
|  | \| \| (Táxon coroa) \| \| \| \| |
|  |                                 |
|  | (Táxon coroa)                   |
|  |                                 |

|  | (Táxon coroa) |
|  |               |

|  | Crassigyrinus [en]              |
|  |                                 |
|  | \| \| (Táxon coroa) \| \| \| \| |
|  |                                 |
|  | (Táxon coroa)                   |
|  |                                 |

|  | (Táxon coroa) |
|  |               |

|  | Crassigyrinus [en]              |
|  |                                 |
|  | \| \| (Táxon coroa) \| \| \| \| |
|  |                                 |
|  | (Táxon coroa)                   |
|  |                                 |

|  | (Táxon coroa) |
|  |               |

|  | Crassigyrinus [en]              |
|  |                                 |
|  | \| \| (Táxon coroa) \| \| \| \| |
|  |                                 |
|  | (Táxon coroa)                   |
|  |                                 |

|  | (Táxon coroa) |
|  |               |

|  | Crassigyrinus [en]              |
|  |                                 |
|  | \| \| (Táxon coroa) \| \| \| \| |
|  |                                 |
|  | (Táxon coroa)                   |
|  |                                 |

|  | (Táxon coroa) |
|  |               |

|  | Crassigyrinus [en]              |
|  |                                 |
|  | \| \| (Táxon coroa) \| \| \| \| |
|  |                                 |
|  | (Táxon coroa)                   |
|  |                                 |

|  | (Táxon coroa) |
|  |               |

|  | Crassigyrinus [en]              |
|  |                                 |
|  | \| \| (Táxon coroa) \| \| \| \| |
|  |                                 |
|  | (Táxon coroa)                   |
|  |                                 |

|  | (Táxon coroa) |
|  |               |

|  | Crassigyrinus [en]              |
|  |                                 |
|  | \| \| (Táxon coroa) \| \| \| \| |
|  |                                 |
|  | (Táxon coroa)                   |
|  |                                 |

|  | (Táxon coroa) |
|  |               |

|  | Crassigyrinus [en]              |
|  |                                 |
|  | \| \| (Táxon coroa) \| \| \| \| |
|  |                                 |
|  | (Táxon coroa)                   |
|  |                                 |

|  | (Táxon coroa) |
|  |               |

|  | Elginerpeton         |
|  |                      |
|  | Obruchevichthys [en] |
|  |                      |

|  | Crassigyrinus [en]              |
|  |                                 |
|  | \| \| (Táxon coroa) \| \| \| \| |
|  |                                 |
|  | (Táxon coroa)                   |
|  |                                 |

|  | (Táxon coroa) |
|  |               |

|  | Crassigyrinus [en]              |
|  |                                 |
|  | \| \| (Táxon coroa) \| \| \| \| |
|  |                                 |
|  | (Táxon coroa)                   |
|  |                                 |

|  | (Táxon coroa) |
|  |               |

|  | Crassigyrinus [en]              |
|  |                                 |
|  | \| \| (Táxon coroa) \| \| \| \| |
|  |                                 |
|  | (Táxon coroa)                   |
|  |                                 |

|  | (Táxon coroa) |
|  |               |

|  | Crassigyrinus [en]              |
|  |                                 |
|  | \| \| (Táxon coroa) \| \| \| \| |
|  |                                 |
|  | (Táxon coroa)                   |
|  |                                 |

|  | (Táxon coroa) |
|  |               |

|  | Crassigyrinus [en]              |
|  |                                 |
|  | \| \| (Táxon coroa) \| \| \| \| |
|  |                                 |
|  | (Táxon coroa)                   |
|  |                                 |

|  | (Táxon coroa) |
|  |               |

|  | Crassigyrinus [en]              |
|  |                                 |
|  | \| \| (Táxon coroa) \| \| \| \| |
|  |                                 |
|  | (Táxon coroa)                   |
|  |                                 |

|  | (Táxon coroa) |
|  |               |

|  | Crassigyrinus [en]              |
|  |                                 |
|  | \| \| (Táxon coroa) \| \| \| \| |
|  |                                 |
|  | (Táxon coroa)                   |
|  |                                 |

|  | (Táxon coroa) |
|  |               |

|  | Crassigyrinus [en]              |
|  |                                 |
|  | \| \| (Táxon coroa) \| \| \| \| |
|  |                                 |
|  | (Táxon coroa)                   |
|  |                                 |

|  | (Táxon coroa) |
|  |               |

|  | Crassigyrinus [en]              |
|  |                                 |
|  | \| \| (Táxon coroa) \| \| \| \| |
|  |                                 |
|  | (Táxon coroa)                   |
|  |                                 |

|  | (Táxon coroa) |
|  |               |

|  | Crassigyrinus [en]              |
|  |                                 |
|  | \| \| (Táxon coroa) \| \| \| \| |
|  |                                 |
|  | (Táxon coroa)                   |
|  |                                 |

|  | (Táxon coroa) |
|  |               |

|  | Crassigyrinus [en]              |
|  |                                 |
|  | \| \| (Táxon coroa) \| \| \| \| |
|  |                                 |
|  | (Táxon coroa)                   |
|  |                                 |

|  | (Táxon coroa) |
|  |               |

|  | Crassigyrinus [en]              |
|  |                                 |
|  | \| \| (Táxon coroa) \| \| \| \| |
|  |                                 |
|  | (Táxon coroa)                   |
|  |                                 |

|  | (Táxon coroa) |
|  |               |

|  | Crassigyrinus [en]              |
|  |                                 |
|  | \| \| (Táxon coroa) \| \| \| \| |
|  |                                 |
|  | (Táxon coroa)                   |
|  |                                 |

|  | (Táxon coroa) |
|  |               |

|  | Crassigyrinus [en]              |
|  |                                 |
|  | \| \| (Táxon coroa) \| \| \| \| |
|  |                                 |
|  | (Táxon coroa)                   |
|  |                                 |

|  | (Táxon coroa) |
|  |               |

|  | Crassigyrinus [en]              |
|  |                                 |
|  | \| \| (Táxon coroa) \| \| \| \| |
|  |                                 |
|  | (Táxon coroa)                   |
|  |                                 |

|  | (Táxon coroa) |
|  |               |

|  | Crassigyrinus [en]              |
|  |                                 |
|  | \| \| (Táxon coroa) \| \| \| \| |
|  |                                 |
|  | (Táxon coroa)                   |
|  |                                 |

|  | (Táxon coroa) |
|  |               |

|  | Crassigyrinus [en]              |
|  |                                 |
|  | \| \| (Táxon coroa) \| \| \| \| |
|  |                                 |
|  | (Táxon coroa)                   |
|  |                                 |

|  | (Táxon coroa) |
|  |               |

|  | Crassigyrinus [en]              |
|  |                                 |
|  | \| \| (Táxon coroa) \| \| \| \| |
|  |                                 |
|  | (Táxon coroa)                   |
|  |                                 |

|  | (Táxon coroa) |
|  |               |

|  | Crassigyrinus [en]              |
|  |                                 |
|  | \| \| (Táxon coroa) \| \| \| \| |
|  |                                 |
|  | (Táxon coroa)                   |
|  |                                 |

|  | (Táxon coroa) |
|  |               |

|  | Crassigyrinus [en]              |
|  |                                 |
|  | \| \| (Táxon coroa) \| \| \| \| |
|  |                                 |
|  | (Táxon coroa)                   |
|  |                                 |

|  | (Táxon coroa) |
|  |               |

|  | Crassigyrinus [en]              |
|  |                                 |
|  | \| \| (Táxon coroa) \| \| \| \| |
|  |                                 |
|  | (Táxon coroa)                   |
|  |                                 |

|  | (Táxon coroa) |
|  |               |

|  | Crassigyrinus [en]              |
|  |                                 |
|  | \| \| (Táxon coroa) \| \| \| \| |
|  |                                 |
|  | (Táxon coroa)                   |
|  |                                 |

|  | (Táxon coroa) |
|  |               |

|  | Crassigyrinus [en]              |
|  |                                 |
|  | \| \| (Táxon coroa) \| \| \| \| |
|  |                                 |
|  | (Táxon coroa)                   |
|  |                                 |

|  | (Táxon coroa) |
|  |               |

|  | Crassigyrinus [en]              |
|  |                                 |
|  | \| \| (Táxon coroa) \| \| \| \| |
|  |                                 |
|  | (Táxon coroa)                   |
|  |                                 |

|  | (Táxon coroa) |
|  |               |

|  | Crassigyrinus [en]              |
|  |                                 |
|  | \| \| (Táxon coroa) \| \| \| \| |
|  |                                 |
|  | (Táxon coroa)                   |
|  |                                 |

|  | (Táxon coroa) |
|  |               |

|  | Crassigyrinus [en]              |
|  |                                 |
|  | \| \| (Táxon coroa) \| \| \| \| |
|  |                                 |
|  | (Táxon coroa)                   |
|  |                                 |

|  | (Táxon coroa) |
|  |               |

|  | Crassigyrinus [en]              |
|  |                                 |
|  | \| \| (Táxon coroa) \| \| \| \| |
|  |                                 |
|  | (Táxon coroa)                   |
|  |                                 |

|  | (Táxon coroa) |
|  |               |

|  | Crassigyrinus [en]              |
|  |                                 |
|  | \| \| (Táxon coroa) \| \| \| \| |
|  |                                 |
|  | (Táxon coroa)                   |
|  |                                 |

|  | (Táxon coroa) |
|  |               |

|  | Crassigyrinus [en]              |
|  |                                 |
|  | \| \| (Táxon coroa) \| \| \| \| |
|  |                                 |
|  | (Táxon coroa)                   |
|  |                                 |

|  | (Táxon coroa) |
|  |               |

|  | Crassigyrinus [en]              |
|  |                                 |
|  | \| \| (Táxon coroa) \| \| \| \| |
|  |                                 |
|  | (Táxon coroa)                   |
|  |                                 |

|  | (Táxon coroa) |
|  |               |

|  | Crassigyrinus [en]              |
|  |                                 |
|  | \| \| (Táxon coroa) \| \| \| \| |
|  |                                 |
|  | (Táxon coroa)                   |
|  |                                 |

|  | (Táxon coroa) |
|  |               |

|  | Crassigyrinus [en]              |
|  |                                 |
|  | \| \| (Táxon coroa) \| \| \| \| |
|  |                                 |
|  | (Táxon coroa)                   |
|  |                                 |

|  | (Táxon coroa) |
|  |               |

|  | Crassigyrinus [en]              |
|  |                                 |
|  | \| \| (Táxon coroa) \| \| \| \| |
|  |                                 |
|  | (Táxon coroa)                   |
|  |                                 |

|  | (Táxon coroa) |
|  |               |

|  | Crassigyrinus [en]              |
|  |                                 |
|  | \| \| (Táxon coroa) \| \| \| \| |
|  |                                 |
|  | (Táxon coroa)                   |
|  |                                 |

|  | (Táxon coroa) |
|  |               |

|  | Crassigyrinus [en]              |
|  |                                 |
|  | \| \| (Táxon coroa) \| \| \| \| |
|  |                                 |
|  | (Táxon coroa)                   |
|  |                                 |

|  | (Táxon coroa) |
|  |               |

|  | Crassigyrinus [en]              |
|  |                                 |
|  | \| \| (Táxon coroa) \| \| \| \| |
|  |                                 |
|  | (Táxon coroa)                   |
|  |                                 |

|  | (Táxon coroa) |
|  |               |

|  | Crassigyrinus [en]              |
|  |                                 |
|  | \| \| (Táxon coroa) \| \| \| \| |
|  |                                 |
|  | (Táxon coroa)                   |
|  |                                 |

|  | (Táxon coroa) |
|  |               |

|  | Crassigyrinus [en]              |
|  |                                 |
|  | \| \| (Táxon coroa) \| \| \| \| |
|  |                                 |
|  | (Táxon coroa)                   |
|  |                                 |

|  | (Táxon coroa) |
|  |               |

|  | Crassigyrinus [en]              |
|  |                                 |
|  | \| \| (Táxon coroa) \| \| \| \| |
|  |                                 |
|  | (Táxon coroa)                   |
|  |                                 |

|  | (Táxon coroa) |
|  |               |

|  | Crassigyrinus [en]              |
|  |                                 |
|  | \| \| (Táxon coroa) \| \| \| \| |
|  |                                 |
|  | (Táxon coroa)                   |
|  |                                 |

|  | (Táxon coroa) |
|  |               |

|  | Crassigyrinus [en]              |
|  |                                 |
|  | \| \| (Táxon coroa) \| \| \| \| |
|  |                                 |
|  | (Táxon coroa)                   |
|  |                                 |

|  | (Táxon coroa) |
|  |               |

|  | Crassigyrinus [en]              |
|  |                                 |
|  | \| \| (Táxon coroa) \| \| \| \| |
|  |                                 |
|  | (Táxon coroa)                   |
|  |                                 |

|  | (Táxon coroa) |
|  |               |

|  | Crassigyrinus [en]              |
|  |                                 |
|  | \| \| (Táxon coroa) \| \| \| \| |
|  |                                 |
|  | (Táxon coroa)                   |
|  |                                 |

|  | (Táxon coroa) |
|  |               |

|  | Crassigyrinus [en]              |
|  |                                 |
|  | \| \| (Táxon coroa) \| \| \| \| |
|  |                                 |
|  | (Táxon coroa)                   |
|  |                                 |

|  | (Táxon coroa) |
|  |               |

|  | Crassigyrinus [en]              |
|  |                                 |
|  | \| \| (Táxon coroa) \| \| \| \| |
|  |                                 |
|  | (Táxon coroa)                   |
|  |                                 |

|  | (Táxon coroa) |
|  |               |

|  | Crassigyrinus [en]              |
|  |                                 |
|  | \| \| (Táxon coroa) \| \| \| \| |
|  |                                 |
|  | (Táxon coroa)                   |
|  |                                 |

|  | (Táxon coroa) |
|  |               |

|  | Crassigyrinus [en]              |
|  |                                 |
|  | \| \| (Táxon coroa) \| \| \| \| |
|  |                                 |
|  | (Táxon coroa)                   |
|  |                                 |

|  | (Táxon coroa) |
|  |               |

|  | Crassigyrinus [en]              |
|  |                                 |
|  | \| \| (Táxon coroa) \| \| \| \| |
|  |                                 |
|  | (Táxon coroa)                   |
|  |                                 |

|  | (Táxon coroa) |
|  |               |

|  | Crassigyrinus [en]              |
|  |                                 |
|  | \| \| (Táxon coroa) \| \| \| \| |
|  |                                 |
|  | (Táxon coroa)                   |
|  |                                 |

|  | (Táxon coroa) |
|  |               |

|  | Crassigyrinus [en]              |
|  |                                 |
|  | \| \| (Táxon coroa) \| \| \| \| |
|  |                                 |
|  | (Táxon coroa)                   |
|  |                                 |

|  | (Táxon coroa) |
|  |               |

|  | Crassigyrinus [en]              |
|  |                                 |
|  | \| \| (Táxon coroa) \| \| \| \| |
|  |                                 |
|  | (Táxon coroa)                   |
|  |                                 |

|  | (Táxon coroa) |
|  |               |

|  | Crassigyrinus [en]              |
|  |                                 |
|  | \| \| (Táxon coroa) \| \| \| \| |
|  |                                 |
|  | (Táxon coroa)                   |
|  |                                 |

|  | (Táxon coroa) |
|  |               |

|  | Crassigyrinus [en]              |
|  |                                 |
|  | \| \| (Táxon coroa) \| \| \| \| |
|  |                                 |
|  | (Táxon coroa)                   |
|  |                                 |

|  | (Táxon coroa) |
|  |               |

|  | Crassigyrinus [en]              |
|  |                                 |
|  | \| \| (Táxon coroa) \| \| \| \| |
|  |                                 |
|  | (Táxon coroa)                   |
|  |                                 |

|  | (Táxon coroa) |
|  |               |

|  | Crassigyrinus [en]              |
|  |                                 |
|  | \| \| (Táxon coroa) \| \| \| \| |
|  |                                 |
|  | (Táxon coroa)                   |
|  |                                 |

|  | (Táxon coroa) |
|  |               |

|  | Crassigyrinus [en]              |
|  |                                 |
|  | \| \| (Táxon coroa) \| \| \| \| |
|  |                                 |
|  | (Táxon coroa)                   |
|  |                                 |

|  | (Táxon coroa) |
|  |               |

|  | Crassigyrinus [en]              |
|  |                                 |
|  | \| \| (Táxon coroa) \| \| \| \| |
|  |                                 |
|  | (Táxon coroa)                   |
|  |                                 |

|  | (Táxon coroa) |
|  |               |

|  | Crassigyrinus [en]              |
|  |                                 |
|  | \| \| (Táxon coroa) \| \| \| \| |
|  |                                 |
|  | (Táxon coroa)                   |
|  |                                 |

|  | (Táxon coroa) |
|  |               |

|  | Crassigyrinus [en]              |
|  |                                 |
|  | \| \| (Táxon coroa) \| \| \| \| |
|  |                                 |
|  | (Táxon coroa)                   |
|  |                                 |

|  | (Táxon coroa) |
|  |               |

|  | Crassigyrinus [en]              |
|  |                                 |
|  | \| \| (Táxon coroa) \| \| \| \| |
|  |                                 |
|  | (Táxon coroa)                   |
|  |                                 |

|  | (Táxon coroa) |
|  |               |

|  | Crassigyrinus [en]              |
|  |                                 |
|  | \| \| (Táxon coroa) \| \| \| \| |
|  |                                 |
|  | (Táxon coroa)                   |
|  |                                 |

|  | (Táxon coroa) |
|  |               |

|  | Crassigyrinus [en]              |
|  |                                 |
|  | \| \| (Táxon coroa) \| \| \| \| |
|  |                                 |
|  | (Táxon coroa)                   |
|  |                                 |

|  | (Táxon coroa) |
|  |               |

|  | Crassigyrinus [en]              |
|  |                                 |
|  | \| \| (Táxon coroa) \| \| \| \| |
|  |                                 |
|  | (Táxon coroa)                   |
|  |                                 |

|  | (Táxon coroa) |
|  |               |

|  | Crassigyrinus [en]              |
|  |                                 |
|  | \| \| (Táxon coroa) \| \| \| \| |
|  |                                 |
|  | (Táxon coroa)                   |
|  |                                 |

|  | (Táxon coroa) |
|  |               |

|  | Elginerpeton         |
|  |                      |
|  | Obruchevichthys [en] |
|  |                      |

|  | Crassigyrinus [en]              |
|  |                                 |
|  | \| \| (Táxon coroa) \| \| \| \| |
|  |                                 |
|  | (Táxon coroa)                   |
|  |                                 |

|  | (Táxon coroa) |
|  |               |

|  | Crassigyrinus [en]              |
|  |                                 |
|  | \| \| (Táxon coroa) \| \| \| \| |
|  |                                 |
|  | (Táxon coroa)                   |
|  |                                 |

|  | (Táxon coroa) |
|  |               |

|  | Crassigyrinus [en]              |
|  |                                 |
|  | \| \| (Táxon coroa) \| \| \| \| |
|  |                                 |
|  | (Táxon coroa)                   |
|  |                                 |

|  | (Táxon coroa) |
|  |               |

|  | Crassigyrinus [en]              |
|  |                                 |
|  | \| \| (Táxon coroa) \| \| \| \| |
|  |                                 |
|  | (Táxon coroa)                   |
|  |                                 |

|  | (Táxon coroa) |
|  |               |

|  | Crassigyrinus [en]              |
|  |                                 |
|  | \| \| (Táxon coroa) \| \| \| \| |
|  |                                 |
|  | (Táxon coroa)                   |
|  |                                 |

|  | (Táxon coroa) |
|  |               |

|  | Crassigyrinus [en]              |
|  |                                 |
|  | \| \| (Táxon coroa) \| \| \| \| |
|  |                                 |
|  | (Táxon coroa)                   |
|  |                                 |

|  | (Táxon coroa) |
|  |               |

|  | Crassigyrinus [en]              |
|  |                                 |
|  | \| \| (Táxon coroa) \| \| \| \| |
|  |                                 |
|  | (Táxon coroa)                   |
|  |                                 |

|  | (Táxon coroa) |
|  |               |

|  | Crassigyrinus [en]              |
|  |                                 |
|  | \| \| (Táxon coroa) \| \| \| \| |
|  |                                 |
|  | (Táxon coroa)                   |
|  |                                 |

|  | (Táxon coroa) |
|  |               |

|  | Crassigyrinus [en]              |
|  |                                 |
|  | \| \| (Táxon coroa) \| \| \| \| |
|  |                                 |
|  | (Táxon coroa)                   |
|  |                                 |

|  | (Táxon coroa) |
|  |               |

|  | Crassigyrinus [en]              |
|  |                                 |
|  | \| \| (Táxon coroa) \| \| \| \| |
|  |                                 |
|  | (Táxon coroa)                   |
|  |                                 |

|  | (Táxon coroa) |
|  |               |

|  | Crassigyrinus [en]              |
|  |                                 |
|  | \| \| (Táxon coroa) \| \| \| \| |
|  |                                 |
|  | (Táxon coroa)                   |
|  |                                 |

|  | (Táxon coroa) |
|  |               |

|  | Crassigyrinus [en]              |
|  |                                 |
|  | \| \| (Táxon coroa) \| \| \| \| |
|  |                                 |
|  | (Táxon coroa)                   |
|  |                                 |

|  | (Táxon coroa) |
|  |               |

|  | Crassigyrinus [en]              |
|  |                                 |
|  | \| \| (Táxon coroa) \| \| \| \| |
|  |                                 |
|  | (Táxon coroa)                   |
|  |                                 |

|  | (Táxon coroa) |
|  |               |

|  | Crassigyrinus [en]              |
|  |                                 |
|  | \| \| (Táxon coroa) \| \| \| \| |
|  |                                 |
|  | (Táxon coroa)                   |
|  |                                 |

|  | (Táxon coroa) |
|  |               |

|  | Crassigyrinus [en]              |
|  |                                 |
|  | \| \| (Táxon coroa) \| \| \| \| |
|  |                                 |
|  | (Táxon coroa)                   |
|  |                                 |

|  | (Táxon coroa) |
|  |               |

|  | Crassigyrinus [en]              |
|  |                                 |
|  | \| \| (Táxon coroa) \| \| \| \| |
|  |                                 |
|  | (Táxon coroa)                   |
|  |                                 |

|  | (Táxon coroa) |
|  |               |

|  | Crassigyrinus [en]              |
|  |                                 |
|  | \| \| (Táxon coroa) \| \| \| \| |
|  |                                 |
|  | (Táxon coroa)                   |
|  |                                 |

|  | (Táxon coroa) |
|  |               |

|  | Crassigyrinus [en]              |
|  |                                 |
|  | \| \| (Táxon coroa) \| \| \| \| |
|  |                                 |
|  | (Táxon coroa)                   |
|  |                                 |

|  | (Táxon coroa) |
|  |               |

|  | Crassigyrinus [en]              |
|  |                                 |
|  | \| \| (Táxon coroa) \| \| \| \| |
|  |                                 |
|  | (Táxon coroa)                   |
|  |                                 |

|  | (Táxon coroa) |
|  |               |

|  | Crassigyrinus [en]              |
|  |                                 |
|  | \| \| (Táxon coroa) \| \| \| \| |
|  |                                 |
|  | (Táxon coroa)                   |
|  |                                 |

|  | (Táxon coroa) |
|  |               |

|  | Crassigyrinus [en]              |
|  |                                 |
|  | \| \| (Táxon coroa) \| \| \| \| |
|  |                                 |
|  | (Táxon coroa)                   |
|  |                                 |

|  | (Táxon coroa) |
|  |               |

|  | Crassigyrinus [en]              |
|  |                                 |
|  | \| \| (Táxon coroa) \| \| \| \| |
|  |                                 |
|  | (Táxon coroa)                   |
|  |                                 |

|  | (Táxon coroa) |
|  |               |

|  | Crassigyrinus [en]              |
|  |                                 |
|  | \| \| (Táxon coroa) \| \| \| \| |
|  |                                 |
|  | (Táxon coroa)                   |
|  |                                 |

|  | (Táxon coroa) |
|  |               |

|  | Crassigyrinus [en]              |
|  |                                 |
|  | \| \| (Táxon coroa) \| \| \| \| |
|  |                                 |
|  | (Táxon coroa)                   |
|  |                                 |

|  | (Táxon coroa) |
|  |               |

|  | Crassigyrinus [en]              |
|  |                                 |
|  | \| \| (Táxon coroa) \| \| \| \| |
|  |                                 |
|  | (Táxon coroa)                   |
|  |                                 |

|  | (Táxon coroa) |
|  |               |

|  | Crassigyrinus [en]              |
|  |                                 |
|  | \| \| (Táxon coroa) \| \| \| \| |
|  |                                 |
|  | (Táxon coroa)                   |
|  |                                 |

|  | (Táxon coroa) |
|  |               |

|  | Crassigyrinus [en]              |
|  |                                 |
|  | \| \| (Táxon coroa) \| \| \| \| |
|  |                                 |
|  | (Táxon coroa)                   |
|  |                                 |

|  | (Táxon coroa) |
|  |               |

|  | Crassigyrinus [en]              |
|  |                                 |
|  | \| \| (Táxon coroa) \| \| \| \| |
|  |                                 |
|  | (Táxon coroa)                   |
|  |                                 |

|  | (Táxon coroa) |
|  |               |

|  | Crassigyrinus [en]              |
|  |                                 |
|  | \| \| (Táxon coroa) \| \| \| \| |
|  |                                 |
|  | (Táxon coroa)                   |
|  |                                 |

|  | (Táxon coroa) |
|  |               |

|  | Crassigyrinus [en]              |
|  |                                 |
|  | \| \| (Táxon coroa) \| \| \| \| |
|  |                                 |
|  | (Táxon coroa)                   |
|  |                                 |

|  | (Táxon coroa) |
|  |               |

|  | Crassigyrinus [en]              |
|  |                                 |
|  | \| \| (Táxon coroa) \| \| \| \| |
|  |                                 |
|  | (Táxon coroa)                   |
|  |                                 |

|  | (Táxon coroa) |
|  |               |

|  | Crassigyrinus [en]              |
|  |                                 |
|  | \| \| (Táxon coroa) \| \| \| \| |
|  |                                 |
|  | (Táxon coroa)                   |
|  |                                 |

|  | (Táxon coroa) |
|  |               |

|  | Crassigyrinus [en]              |
|  |                                 |
|  | \| \| (Táxon coroa) \| \| \| \| |
|  |                                 |
|  | (Táxon coroa)                   |
|  |                                 |

|  | (Táxon coroa) |
|  |               |

|  | Crassigyrinus [en]              |
|  |                                 |
|  | \| \| (Táxon coroa) \| \| \| \| |
|  |                                 |
|  | (Táxon coroa)                   |
|  |                                 |

|  | (Táxon coroa) |
|  |               |

|  | Crassigyrinus [en]              |
|  |                                 |
|  | \| \| (Táxon coroa) \| \| \| \| |
|  |                                 |
|  | (Táxon coroa)                   |
|  |                                 |

|  | (Táxon coroa) |
|  |               |

|  | Crassigyrinus [en]              |
|  |                                 |
|  | \| \| (Táxon coroa) \| \| \| \| |
|  |                                 |
|  | (Táxon coroa)                   |
|  |                                 |

|  | (Táxon coroa) |
|  |               |

|  | Crassigyrinus [en]              |
|  |                                 |
|  | \| \| (Táxon coroa) \| \| \| \| |
|  |                                 |
|  | (Táxon coroa)                   |
|  |                                 |

|  | (Táxon coroa) |
|  |               |

|  | Crassigyrinus [en]              |
|  |                                 |
|  | \| \| (Táxon coroa) \| \| \| \| |
|  |                                 |
|  | (Táxon coroa)                   |
|  |                                 |

|  | (Táxon coroa) |
|  |               |

|  | Crassigyrinus [en]              |
|  |                                 |
|  | \| \| (Táxon coroa) \| \| \| \| |
|  |                                 |
|  | (Táxon coroa)                   |
|  |                                 |

|  | (Táxon coroa) |
|  |               |

|  | Crassigyrinus [en]              |
|  |                                 |
|  | \| \| (Táxon coroa) \| \| \| \| |
|  |                                 |
|  | (Táxon coroa)                   |
|  |                                 |

|  | (Táxon coroa) |
|  |               |

|  | Crassigyrinus [en]              |
|  |                                 |
|  | \| \| (Táxon coroa) \| \| \| \| |
|  |                                 |
|  | (Táxon coroa)                   |
|  |                                 |

|  | (Táxon coroa) |
|  |               |

|  | Crassigyrinus [en]              |
|  |                                 |
|  | \| \| (Táxon coroa) \| \| \| \| |
|  |                                 |
|  | (Táxon coroa)                   |
|  |                                 |

|  | (Táxon coroa) |
|  |               |

|  | Crassigyrinus [en]              |
|  |                                 |
|  | \| \| (Táxon coroa) \| \| \| \| |
|  |                                 |
|  | (Táxon coroa)                   |
|  |                                 |

|  | (Táxon coroa) |
|  |               |

|  | Crassigyrinus [en]              |
|  |                                 |
|  | \| \| (Táxon coroa) \| \| \| \| |
|  |                                 |
|  | (Táxon coroa)                   |
|  |                                 |

|  | (Táxon coroa) |
|  |               |

|  | Crassigyrinus [en]              |
|  |                                 |
|  | \| \| (Táxon coroa) \| \| \| \| |
|  |                                 |
|  | (Táxon coroa)                   |
|  |                                 |

|  | (Táxon coroa) |
|  |               |

|  | Crassigyrinus [en]              |
|  |                                 |
|  | \| \| (Táxon coroa) \| \| \| \| |
|  |                                 |
|  | (Táxon coroa)                   |
|  |                                 |

|  | (Táxon coroa) |
|  |               |

|  | Crassigyrinus [en]              |
|  |                                 |
|  | \| \| (Táxon coroa) \| \| \| \| |
|  |                                 |
|  | (Táxon coroa)                   |
|  |                                 |

|  | (Táxon coroa) |
|  |               |

|  | Crassigyrinus [en]              |
|  |                                 |
|  | \| \| (Táxon coroa) \| \| \| \| |
|  |                                 |
|  | (Táxon coroa)                   |
|  |                                 |

|  | (Táxon coroa) |
|  |               |

|  | Crassigyrinus [en]              |
|  |                                 |
|  | \| \| (Táxon coroa) \| \| \| \| |
|  |                                 |
|  | (Táxon coroa)                   |
|  |                                 |

|  | (Táxon coroa) |
|  |               |

|  | Crassigyrinus [en]              |
|  |                                 |
|  | \| \| (Táxon coroa) \| \| \| \| |
|  |                                 |
|  | (Táxon coroa)                   |
|  |                                 |

|  | (Táxon coroa) |
|  |               |

|  | Crassigyrinus [en]              |
|  |                                 |
|  | \| \| (Táxon coroa) \| \| \| \| |
|  |                                 |
|  | (Táxon coroa)                   |
|  |                                 |

|  | (Táxon coroa) |
|  |               |

|  | Crassigyrinus [en]              |
|  |                                 |
|  | \| \| (Táxon coroa) \| \| \| \| |
|  |                                 |
|  | (Táxon coroa)                   |
|  |                                 |

|  | (Táxon coroa) |
|  |               |

|  | Crassigyrinus [en]              |
|  |                                 |
|  | \| \| (Táxon coroa) \| \| \| \| |
|  |                                 |
|  | (Táxon coroa)                   |
|  |                                 |

|  | (Táxon coroa) |
|  |               |

|  | Crassigyrinus [en]              |
|  |                                 |
|  | \| \| (Táxon coroa) \| \| \| \| |
|  |                                 |
|  | (Táxon coroa)                   |
|  |                                 |

|  | (Táxon coroa) |
|  |               |

|  | Crassigyrinus [en]              |
|  |                                 |
|  | \| \| (Táxon coroa) \| \| \| \| |
|  |                                 |
|  | (Táxon coroa)                   |
|  |                                 |

|  | (Táxon coroa) |
|  |               |

|  | Crassigyrinus [en]              |
|  |                                 |
|  | \| \| (Táxon coroa) \| \| \| \| |
|  |                                 |
|  | (Táxon coroa)                   |
|  |                                 |

|  | (Táxon coroa) |
|  |               |

|  | Crassigyrinus [en]              |
|  |                                 |
|  | \| \| (Táxon coroa) \| \| \| \| |
|  |                                 |
|  | (Táxon coroa)                   |
|  |                                 |

|  | (Táxon coroa) |
|  |               |

|  | Crassigyrinus [en]              |
|  |                                 |
|  | \| \| (Táxon coroa) \| \| \| \| |
|  |                                 |
|  | (Táxon coroa)                   |
|  |                                 |

|  | (Táxon coroa) |
|  |               |

|  | Crassigyrinus [en]              |
|  |                                 |
|  | \| \| (Táxon coroa) \| \| \| \| |
|  |                                 |
|  | (Táxon coroa)                   |
|  |                                 |

|  | (Táxon coroa) |
|  |               |

|  | Crassigyrinus [en]              |
|  |                                 |
|  | \| \| (Táxon coroa) \| \| \| \| |
|  |                                 |
|  | (Táxon coroa)                   |
|  |                                 |

|  | (Táxon coroa) |
|  |               |

|  | Crassigyrinus [en]              |
|  |                                 |
|  | \| \| (Táxon coroa) \| \| \| \| |
|  |                                 |
|  | (Táxon coroa)                   |
|  |                                 |

|  | (Táxon coroa) |
|  |               |

|  | Crassigyrinus [en]              |
|  |                                 |
|  | \| \| (Táxon coroa) \| \| \| \| |
|  |                                 |
|  | (Táxon coroa)                   |
|  |                                 |

|  | (Táxon coroa) |
|  |               |

|  | Crassigyrinus [en]              |
|  |                                 |
|  | \| \| (Táxon coroa) \| \| \| \| |
|  |                                 |
|  | (Táxon coroa)                   |
|  |                                 |

|  | (Táxon coroa) |
|  |               |

|  | Crassigyrinus [en]              |
|  |                                 |
|  | \| \| (Táxon coroa) \| \| \| \| |
|  |                                 |
|  | (Táxon coroa)                   |
|  |                                 |

|  | (Táxon coroa) |
|  |               |

## Paleoecologia

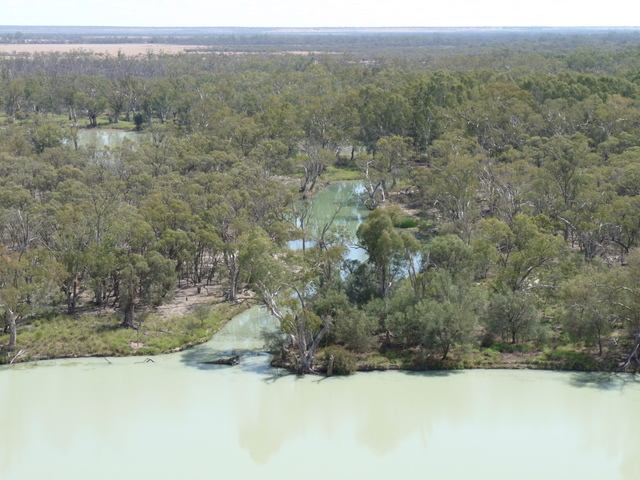
O atual rio Murray da Austrália, um ambiente semelhante ao do en durante o Devoniano.

O Hynerpeton foi encontrado no sítio de Red Hill, na Pensilvânia. Esse corte de estrada preservou fósseis do membro Duncannon do Grupo Catskill [en], que foi depositado em uma antiga planície de inundação costeira. Durante o Devoniano tardio, a planície de inundação estava próxima ao equador, portanto o clima era quente e úmido, com uma estação seca e outra úmida. Ela se formou ao longo da costa de um mar raso que dividia o continente Euramérica e era dominada por vários rios pequenos e lentos que desciam das montanhas Acadianas na parte leste do continente. Esses rios eram propensos a mudar drasticamente seu curso, criando lagos em ferradura e lagoas adjacentes aos principais canais fluviais. As plantas mais abundantes eram florestas de árvores antigas de folha larga (Archaeopteris) complementadas por pântanos repletos de plantas semelhantes a samambaias (Rhacophyton). Os incêndios florestais eram comuns durante a estação seca, conforme evidenciado pela grande quantidade de material de Rhacophyton carbonizado. Outras plantas incluem licopsídeos, como Lepidodendropsis e Otzinachsonia, bem como ervas e arbustos de difícil localização, como Barinophyton [en] e Gillespiea.
A vida animal de Red Hill também era bastante diversificada. Os primeiros aracnídeos (Gigantocharinus), diplópodes (Orsadesmus) e escorpiões não descritos estavam entre os poucos membros totalmente terrestres da fauna de Red Hill. Os cursos d'água eram habitados por uma grande variedade de peixes. Os placodermos bentônicos, como o raro Phyllolepis [en], o comum Groenlandaspis [en] e o abundante Turrisaspis [en], eram uma grande parte do grupo de peixes. Os primeiros peixes com barbatanas Limnomis também eram abundantes, provavelmente formando grandes cardumes. Os primeiros tubarões estavam presentes, incluindo o pequeno Ageleodus [en] e o Ctenacanthus [en] com barbatanas espinhosas. Vários peixes com nadadeiras lobadas povoaram a planície de inundação, bem como o grande tubarão espinhado Gyracanthus [en]. O predador de ponta do grupo era o  Hyneria, um peixe tetrapodomorfo de 3 metros de comprimento.
Hynerpeton não era o único suposto tetrápode no local. Um gênero um pouco maior, Densignathus, coexistiu com ele. Além disso, um úmero incomum, incompatível com a cintura escapular endocondral do Hynerpeton, pode mostrar que um terceiro gênero viveu na planície de inundação. Fragmentos de crânio semelhantes aos dos membros da família Whatcheeriidae, como Pederpes [en] e Whatcheeria [en], podem indicar que um quarto gênero também estava presente, embora sua referência aos membros da família Whatcheeriidae tenha sido questionada. O ambiente deposicional e a fauna do sítio de Red Hill ofereceram novas hipóteses para as questões sobre por que e como a terrestrialidade evoluiu nos tetrápodes-tronco. A planície de inundação de Catskill nunca ficou seca o suficiente para que seus cursos d'água secassem completamente, mas em determinadas épocas do ano lagoas rasas ficavam isoladas dos principais canais dos rios. Animais terrestres ou semiaquáticos poderiam ter usado esses lagos como refúgio dos peixes predadores maiores que patrulhavam os cursos d'água mais profundos. Um equivalente moderno provavelmente seria o rio Murray, na Austrália. Nesse ambiente subtropical moderno, com estações úmidas e secas, a perca dourada [en] (Macquaria ambigua) em fase de desova refugia-se em lagos em ferradura para escapar do bacalhau-de-murray (Maccullochella peeli), maior e mais rápido, no canal principal do rio. Em um ambiente devoniano, os vertebrados com capacidades terrestres podem ter tido a vantagem de navegar entre esses diferentes ambientes. A flexibilidade conferida por esse estilo de vida também pode ter permitido que eles aproveitassem uma variedade maior de fontes de alimento.